# 湯姆·布倫金索普

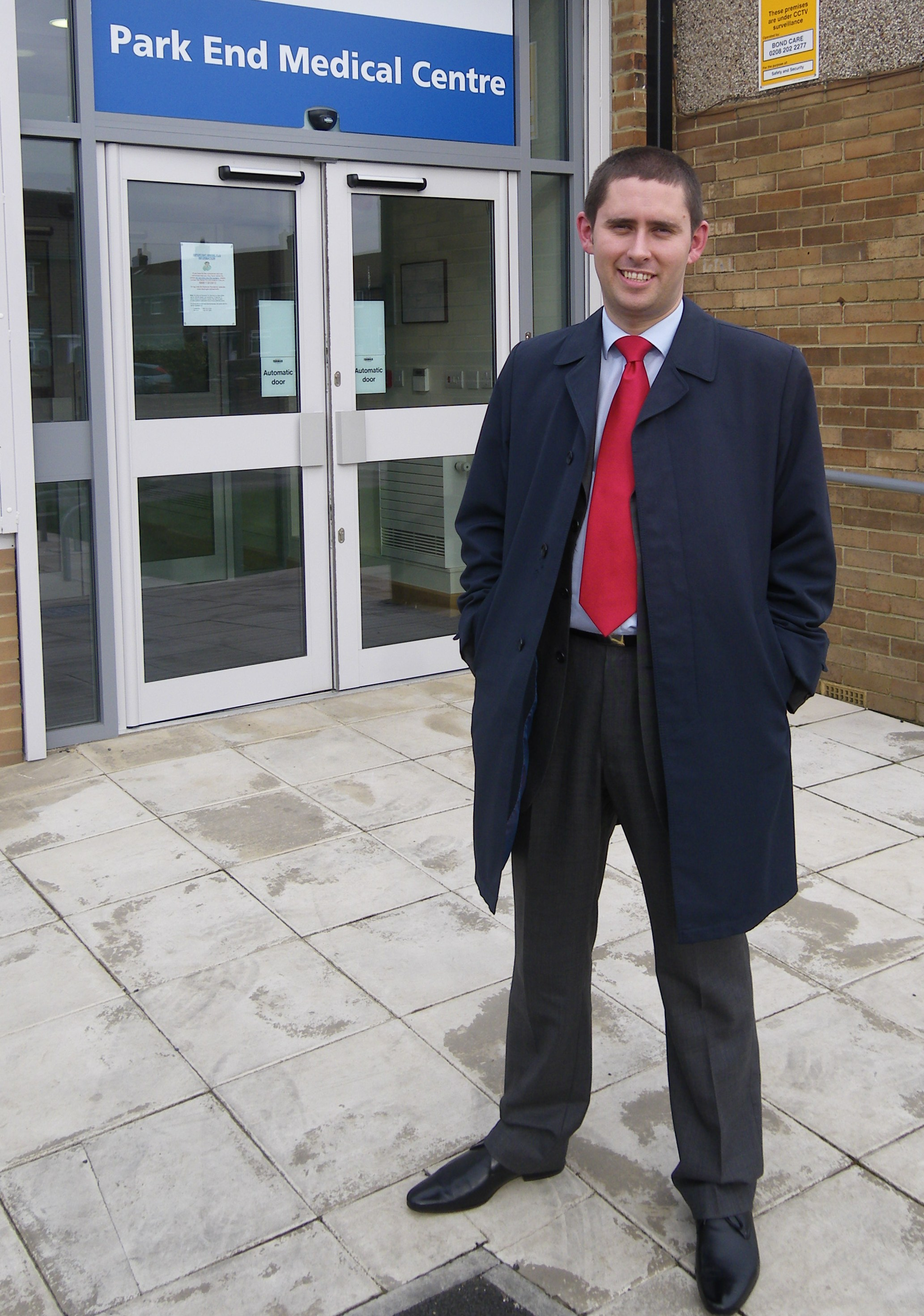

湯姆·布倫金索普（英語：Tom Blenkinsop，1980年8月14日—）是一位英國政治人物，他的黨籍是工黨。他出生在米德爾斯堡，是一位羅馬天主教信徒。自2010年開始，他擔任南米杜士堡和東克里夫蘭選區選出的英國下議院議員，至2017年放棄競選連任。